# Открытая олимпиада Белорусско-Российского университета по математике
Открытая олимпиада Белорусско-Российского университета по математике — ежегодное математическое состязание студентов и аспирантов высших учебных заведений, которое проводится в Могилёве, на базе Белорусско-Российского университета, начиная с 2010 года.
К участию в олимпиаде приглашаются команды учреждений высшего образования в составе не более двух человек (студентов или аспирантов) и одного руководителя. Олимпиада проводится в виде соревнования в личном зачёте; дополнительно свыше квоты в команду вуза могут быть включены победители (обладатели золотых, серебряных и бронзовых медалей) Открытых олимпиад Белорусско-Российского университета по математике прошлых лет. Олимпиада проходит в один тур в форме тестирования (30 заданий в тестовой форме в течение 5 часов), задания содержат задачи из следующих областей математики: алгебра, теория чисел, анализ (действительный или комплексный), аналитическая геометрия, комбинаторика, обыкновенные дифференциальные уравнения.
При подсчёте количества набранных баллов учитываются коэффициенты сложности заданий. По результатам тестирования определяются победители олимпиады — 12 обладателей медалей и дипломов 1-3 степени, шести участникам вручаются поощрительные дипломы.
Рабочими языками олимпиады являются английский и русский.

## История
Идея проведения олимпиады принадлежит кафедре высшей математики Белорусско-Российского университета (БРУ), у истоков олимпиады стояли доцент кафедры высшей математики В. Г. Замураев, заведующий кафедрой Л. В. Плетнёв и старший преподаватель Н. И. Мильянова, занимавшаяся также подбором и составлением задач первых четырёх олимпиад. В организационный комитет олимпиады входят представители руководства университета и преподаватели кафедры высшей математики.
Первая олимпиада состоялась 20 февраля 2010 года и фактически являлась областной: в соревновании приняли участие студенты пяти вузов Могилёвской области, всего 41 участник. Соревнование проводилось в личном первенстве в форме компьютерного тестирования. Участникам было предложено 20 заданий повышенной сложности, на выполнение которых отводилось 3 часа. Победителем первой олимпиады стал студент второго курса экономического факультета БРУ Андрей Ефремов, серебро и бронзу завоевали студенты БРУ Михаил Дроздов и Евгений Ефименко.
Во второй олимпиаде, которая была проведена 19 февраля 2011 года, кроме студентов пяти вузов области, приняли участие студенты двух вузов Российской Федерации: Ивановского государственного энергетического университета имени В. И. Ленина (ИГЭУ) и Тульского государственного университета (ТулГУ). Вне конкурса в режиме онлайн в тестировании приняли участие пять студентов Марийского государственного технического университета (МарГТУ) из г. Йошкар-Олы. Победителем второй олимпиады стал студент БРУ Михаил Дроздов, второе и третье места заняли студенты ТулГУ Михаил Никишин и Андрей Климов.
В третьей олимпиаде, состоявшейся 18 февраля 2012 года, участвовали студенты трёх вузов Могилёвской области и четырёх вузов России: кроме ИГЭУ, МарГТУ и ТулГУ, в соревновании приняли участие студенты Обнинского института атомной энергетики. Золото третьей олимпиады завоевал студент ИГЭУ Александр Малышев, второе и третье места заняли соответственно студент БРУ Михаил Дроздов и студент ТулГУ Юрий Басалов.
Начиная с четвёртой олимпиады, правила проведения соревнований были несколько изменены: участвовать в олимпиаде было разрешено не только студентам, но и аспирантам, максимальное количество участников от одного вуза было сокращено до двух человек, при этом вузам была предоставлена возможность дополнительного включения в команду победителей олимпиад прошлых лет. Четвёртая олимпиада состоялась 21 февраля 2013 года, в соревновании приняли участие 50 студентов и аспирантов различных специальностей из 24 вузов Белоруссии, Киргизии, Македонии, России, Словении и Таджикистана. Участникам было предложено для решения 30 заданий, которые следовало выполнить в течение 5 часов. При подсчёте количества набранных баллов учитывались коэффициенты сложности заданий. По результатам проведённого тестирования были определены победители олимпиады — 12 обладателей дипломов 1-3 степени, шести участникам были вручены поощрительные дипломы. Победителем олимпиады стал магистрант БРУ Андрей Ефремов, золотые медали завоевали также аспирант Северо-Восточного федерального университета (г. Якутск) Виктор Марков и аспирант Санкт-Петербургского государственного университета (СПбГУ) Олег Басков.
В пятой олимпиаде, состоявшейся 20 февраля 2014 года, приняли участие 52 студента и аспиранта из 25 вузов Белоруссии, Казахстана, Польши, России, Словении и Таджикистана. Первое место завоевал аспирант СПбГУ Олег Басков, второе — студент Таджикского национального университета Пирахмад Олимджони, третье — студент Новосибирского государственного технического университета (НГТУ) Дмитрий Обухов.
В шестой олимпиаде, состоявшейся 19 февраля 2015 года, приняли участие 49 студентов и аспирантов из 24 вузов Белоруссии, Киргизии, Польши, России, Словении, Таджикистана и Эстонии. Победителем олимпиады стал студент Московского государственного университета имени М. В. Ломоносова (МГУ им. М. В. Ломоносова) Роман Почеревин. Золотые медали завоевали также студент Гомельского государственного университета имени Франциска Скорины Вячеслав Мурашко и студент Таджикского национального университета Пирахмад Олимджони.
Седьмая олимпиада состоялась 18 февраля 2016 года, в соревновании приняли участие 39 студентов и аспирантов из 17 вузов Белоруссии, Польши, России, Сербии и Таджикистана. Победителем олимпиады стал студент СПбГУ Будимир Баев, второе место занял студент Московского технологического университета (МИРЭА) Евгений Кичак, третьим стал магистрант НГТУ Дмитрий Обухов.
Восьмая олимпиада состоялась 23 февраля 2017 года, в соревновании приняли участие 46 студентов и аспирантов из 21 вуза Белоруссии, Ирана, Польши, России, Таджикистана, Узбекистана и Чехии. Победителем олимпиады стал студент СПбГУ Будимир Баев, второе место занял студент Университета имени Адама Мицкевича в Познани Войтех Ваврув, третьим стал студент МИРЭА Евгений Кичак.
В 2017 году оргкомитетом олимпиады было принято решение о проведении в рамках олимпиады соревнования школьников. В соревновании, состоявшемся 23 февраля 2017 года, приняли участие 14 учащихся из трёх гимназий и четырёх лицеев Могилёва. Победителем соревнования школьников стал учащийся лицея БРУ Иван Чибисов, второе место занял учащийся лицея БРУ Роман Слабодчиков, третьим стал учащийся Могилёвской городской гимназии № 1 Матвей Станкевич.
Девятая олимпиада состоялась 22 февраля 2018 года, в соревновании приняли участие 46 студентов и аспирантов из 20 вузов Аргентины, Белоруссии, Грузии, Польши, России, Таджикистана и Чехии. Победителем олимпиады стал студент СПбГУ Будимир Баев, второе место занял студент МИРЭА Евгений Кичак, третьим стал студент Университета имени Адама Мицкевича в Познани (UAM) Войтех Ваврув.
Десятая олимпиада состоялась 21 февраля 2019 года, в соревновании приняли участие 52 студента и аспиранта из 23 вузов Белоруссии, Грузии, Польши, России и Таджикистана. Победителем олимпиады стал студент Горно-металлургической академии имени Станислава Сташица (г. Краков, Польша) Томаш Бохатик, второе и третье места заняли студенты UAM Войтех Ваврув и Гжегож Адамски.
Одиннадцатая олимпиада состоялась 20 февраля 2020 года, в соревновании приняли участие 52 студента и аспиранта из 25 вузов Белоруссии, Грузии, Объединённых Арабских Эмиратов, Польши, России, Таджикистана и Эстонии. Победителем олимпиады стал студент Университета Николая Коперника (г. Торунь, Польша) Камиль Дунст, второе место занял студент филиала МГУ им. М. В. Ломоносова в г. Душанбе Хикматулло Исматов, третьим стал студент СПбГУ Никита Вяткин.
В связи с пандемией COVID-19, закрытием границ и неопределённой эпидемиологической ситуацией в различных странах в феврале 2021 года, оргкомитетом олимпиады было принято решение перенести проведение двенадцатой олимпиады на февраль 2022 года.
Двенадцатая олимпиада состоялась 17 февраля 2022 года, в соревновании приняли участие 25 студентов и аспирантов из 12 вузов Белоруссии, России и Таджикистана. Победителем олимпиады стал студент Университета ИТМО (г. Санкт-Петербург, ИТМО) Захар Яковлев, второе место занял студент ИТМО Геннадий Короткевич, третьим стал студент СПбГУ Никита Вяткин.
Тринадцатая олимпиада состоялась 23 февраля 2023 года, в соревновании приняли участие 40 студентов и аспирантов из 21 вуза Белоруссии, Китая, Объединённых Арабских Эмиратов, России и Таджикистана. Победителем олимпиады стал студент Университета Фудань (г. Шанхай, Китай) Ху Синцзянь, второе место занял студент Пекинского университета Оуян Минхуэй, третьим стал студент Университета ИТМО Захар Яковлев.
Четырнадцатая олимпиада состоялась 22 февраля 2024 года, в соревновании приняли участие 42 студента и аспиранта из 20 вузов Белоруссии, Китая, России и Таджикистана. Победителем олимпиады стал студент МГУ им. М. В. Ломоносова Максим Андреев, второе место занял студент Университета ИТМО Захар Яковлев, третьим стал студент Нанькайского университета (г. Тяньцзинь, Китай) Ван Яньцяо.
Открытая олимпиада БРУ по математике продолжает давние традиции студенческих математических олимпиад и, в то же время, имеет свои традиции и особенности, отличающие её от других существующих математических соревнований. Проведение олимпиады в форме тестирования позволяет исключить при оценивании работ какую-либо субъективность, а участие в соревновании студентов старших курсов и аспирантов значительно повышает общий математический уровень участников. Во время выполнения участниками олимпиадных заданий преподаватели, руководители команд, имеют возможность принять участие в работе круглого стола по вопросам математического образования в вузах. Большую помощь в проведении олимпиады традиционно оказывают оргкомитету студенты-волонтёры.

## Следующая олимпиада
Проведение XV Открытой олимпиады Белорусско-Российского университета по математике планируется в феврале 2025 года.